# توقيت نيوزيلندا
| وحدة زمنية | التوقيت القياسي        | التوقيت الصيفي         |
| ---------- | ---------------------- | ---------------------- |
| نيوزيلندا  | التوقيت العالمي +12:00 | التوقيت العالمي +13:00 |
| جزر تشاتام | التوقيت العالمي +12:45 | التوقيت العالمي +13:45 |

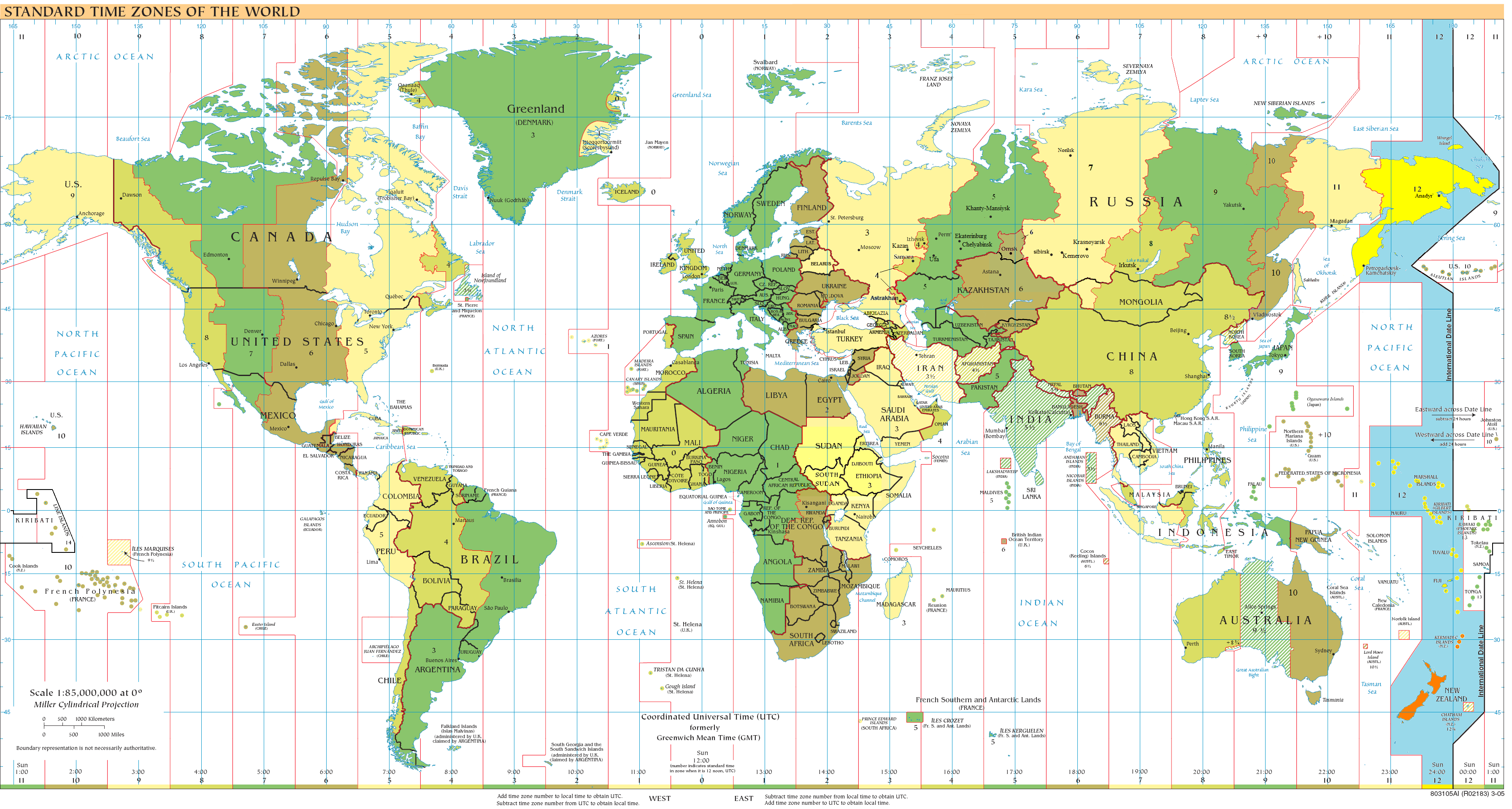
المنطقة الزمنية 2011 UTC+12

يقسم التوقيت في نيوزيلندا بموجب القانون إلى منطقتين زمنيتين قياسيتين، تستخدم الجزر الرئيسية توقيت نيوزيلندا القياسي (NZST)، قبل 12 ساعة من التوقيت العالمي المنسق (UTC)، بينما تستخدم جزر تشاتام البعيدة توقيت تشاتام القياسي (CHAST) بفارق زيادة 45 دقيقة.
خلال أشهر الصيف - من يوم الأحد الأخير في سبتمبر حتى الأحد الأول في أبريل - يتغير إلى التوقيت الصيفي ويتقدم ساعة واحدة.
تستخدم الدول المرتبطة بنيوزيلندا - جزر كوك ونييوي - والإقليم التابع لتوكيلاو عدة مناطق زمنية مختلفة وفقًا لتقديرها الخاص.

## التبعيات والدول المرتبطة بها
| وحدة زمنية | التوقيت القياسي         | التوقيت الصيفي          |
| ---------- | ----------------------- | ----------------------- |
| توكيلاو    | التوقيت العالمي +13:00  | التوقيت العالمي +13:00  |
| جزر كوك    | التوقيت العالمي − 10:00 | التوقيت العالمي − 10:00 |
| نيوي       | التوقيت العالمي − 11:00 | التوقيت العالمي − 11:00 |
| منطقة روس  | التوقيت العالمي +12:00  | التوقيت العالمي +13:00  |